# Iniciativa Pan Sahel
A Iniciativa Pan Sahel (em inglês:  Pan Sahel Initiative, PSI) foi um programa desenvolvido pelos Estados Unidos para a área do deserto do Saara e do Sahel, que, oficialmente, tratava, através do Departamento de Estado e do Departamento de Defesa, de garantir as fronteiras, combater o terrorismo e fomentar a cooperação dos países da região para alcançar maior estabilidade política. O programa foi dirigido ao Mali, Níger, Chade e Mauritânia, os quais o governo dos Estados Unidos auxiliou para controlar movimentos populacionais para ajudar a combater o terrorismo no norte da África.
De acordo com o Office of Counterterrorism do Departamento de Estado, foi "um esforço liderado pelo Estado para ajudar Mali, Níger, Chade e Mauritânia na detecção e resposta a movimentos suspeitos de pessoas e mercadorias através e dentro de suas fronteiras por meio de treinamento, equipamento e cooperação. Seus objetivos apoiam dois interesses de segurança nacional dos Estados Unidos na África: empreender a Guerra contra o Terrorismo e aprimorar a paz e a segurança regionais". Foi substituída em 2005 pela Iniciativa Trans-Saariana de Contraterrorismo de maior alcance, que por sua vez foi incorporada ao Comando dos Estados Unidos para a África em 2008.